# Decelus brachysternus
Decelus brachysternus är en mångfotingart som först beskrevs av Carl Graf Attems 1938.  Decelus brachysternus ingår i släktet Decelus och familjen Trigoniulidae. Inga underarter finns listade i Catalogue of Life.